# Ondrašová
Ondrašová es un municipio del distrito de Turčianske Teplice en la región de Žilina, Eslovaquia, con una población estimada a final del año 2024 de 90 habitantes.
Se encuentra ubicado al suroeste de la región, cerca del curso alto del río Váh (cuenca hidrográfica del Danubio) y de la frontera con las regiones de Banská Bystrica y Trenčín.

## Demografía
| Año        | 1994 | 2004     | 2014     | 2024     |
| ---------- | ---- | -------- | -------- | -------- |
| Población  | 61   | 53       | 79       | 90       |
| Diferencia |      | −13,11 % | +49,05 % | +13,92 % |

| Año        | 2023 | 2024    |
| ---------- | ---- | ------- |
| Población  | 91   | 90      |
| Diferencia |      | −1,09 % |